# Torsås (commune)
La commune de Torsås est une commune suédoise du comté de Kalmar. 7 240 personnes y vivent. Son siège se situe à Torsås.

## Localités
- Bergkvara
- Brömsebro
- Gullabo
- Söderåkra
- Torsås